# 霸州 (贞观)
霸州，中国唐朝时设置的州。
唐太宗貞觀四年（630年）设立南平州。贞观八年（634年）改南平州为霸州，治所在南平县（今重庆市东南巴南区惠民镇忠心场）。下辖南平县、清谷县（今重庆市巴南区一品镇）、白溪县（今重庆市南岸区长生桥镇）、昆川县（今重庆市巴南区木洞镇）、周泉县（今重庆市巴南区东泉镇）、和山县（今重庆市巴南区接龙镇）、瀛山县（今重庆市綦江县隆盛镇）。辖境相当今重庆南川区、綦江县部分地。贞观十三年（639年）废除霸州，南平县改属渝州。